# Rudy Rahme
Rudy Rahme (né en octobre 1967 à Bsharri, Liban) est un sculpteur, peintre et poète libanais,,.

## Biographie
Rudy Rahme fréquente le Collège Saint Joseph Antoura à Kesrouan, puis poursuit sa formation à l'Académie libanaise des beaux-arts (ALBA). Il se spécialise ensuite dans la fresque et la sculpture à l'Academia Spinelli de Florence, puis il étudie à la Fondation de Coubertin en France.
Il sculpte les cèdres Lamartine qui étaient destinés à être abattus à la suite d'une tempête de neige en 1992 et créé le Cèdre de Lamartine,, dans les Cèdres de Dieu dans le district de Bsharri. Cette œuvre vaut au Liban une entrée dans le livre Guinness des records.
Il sculpte la statue à l'entrée du musée Gibran Khalil Gibran,, ainsi que les cercueils de l'ancien cardinal et patriarche Nasrallah Boutros Sfeir,,,,, et du poète libanais Said Akl,,,,,.

## Principaux travaux
- L'infini de Walking Rock[21]
- Le rêve[22]
- Buste de Jibran Khalil Jibran
- Cèdre de Lamartine[23]
- La série Walking Rock
- La série Balance
- La série Danse
- La série Religion
- La série Bust
- Al Tajalli
- Gebran k Gebran
- Dit Akl
- Le Dernier souper
- Le Radeau
- Patriarche Sfeir

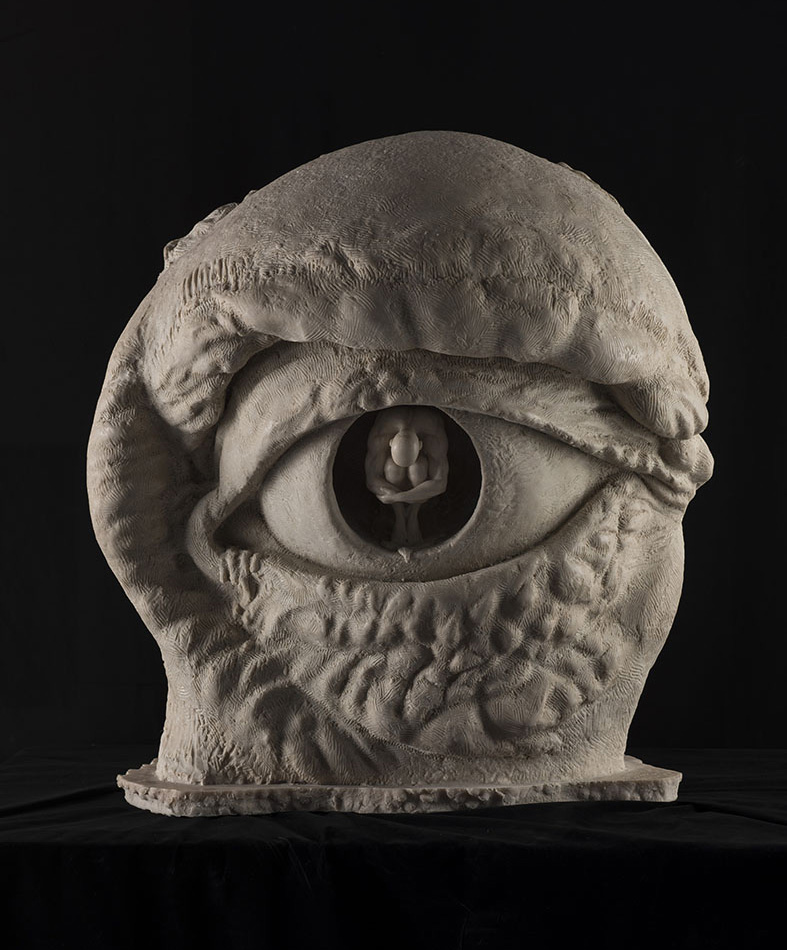
Le Rêve.
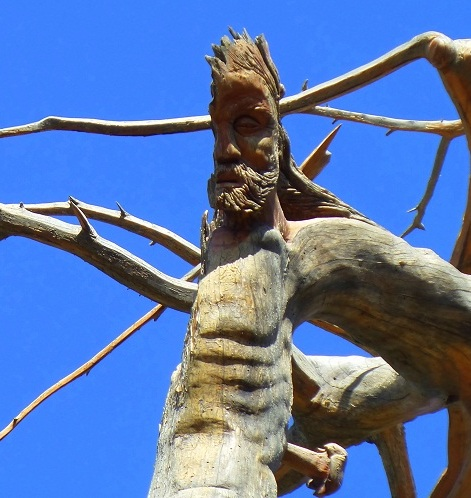
Cèdre de Lamartine, Cèdres de Dieu.
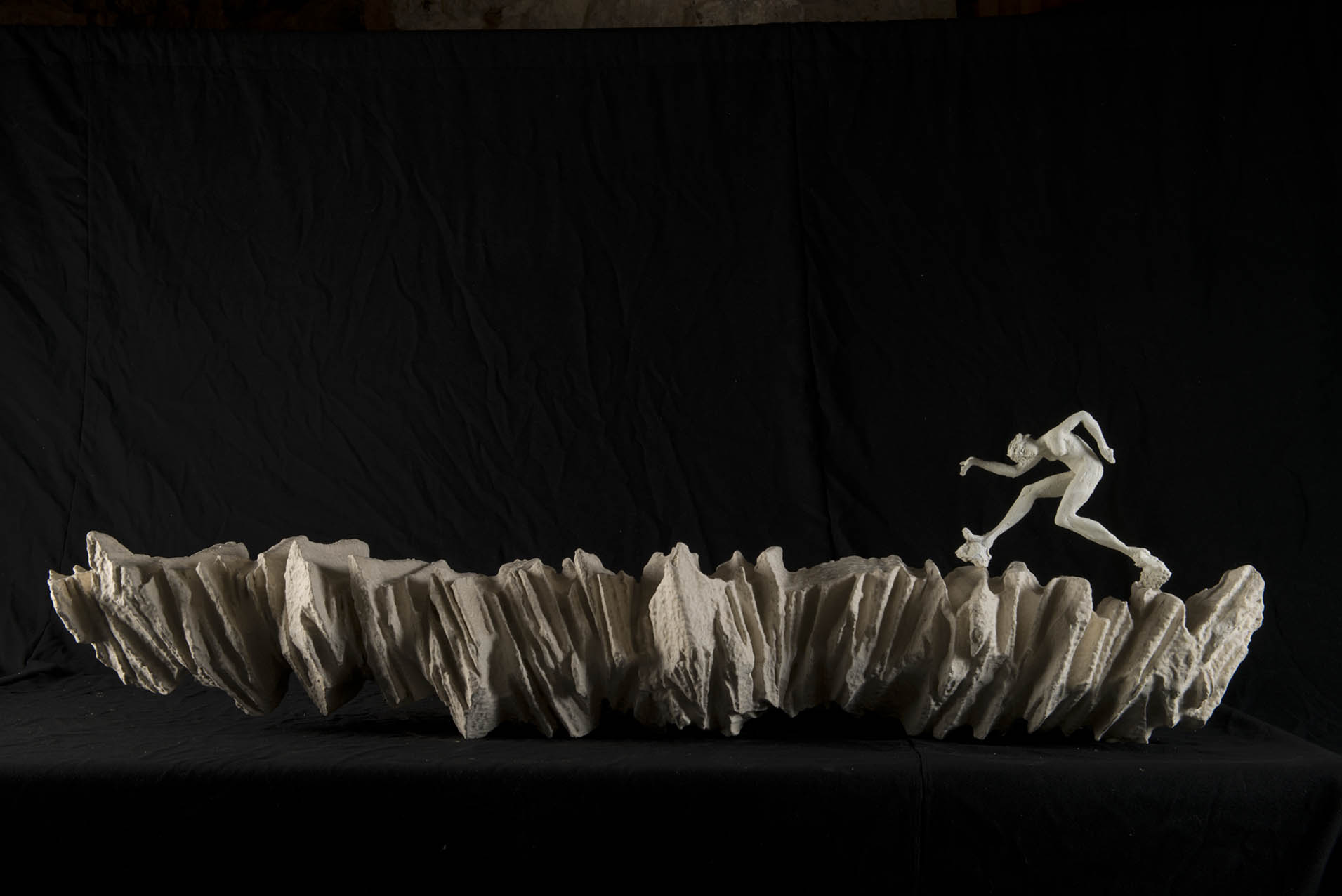
L'Infini Walking Rock.

## Expositions
- 2020, Galerie AAD « Rejuvenate », Sydney, Australie[24]
- 2019, The Garden Show 16e, Beyrouth, Liban[25]
- 2018, Artspace Hamra, Beyrouth, Liban[26]
- 2017, Le Royal Meridien, Abou Dabi, EAU[27],[28]
- 2016, Exposition internationale de photos d'art contemporain, Imperia, Italie[29]
- 2016, Cities of Europe / Londres Calling, galerie Monteoliveto, Londres, Royaume-Uni[30]
- 2016, Salon international d'art contemporain, Bruxelles, Belgique[31]
- 2016, Lumière et Transparences, galerie Étienne de Causans, Paris, France[32]
- 2015, Miami River Art Fair 2015, Miami, États-Unis[33]
- 2015, WTECA, Singapour[34]
- 2012, Exposition Tawazon, Musée privé Robert Mouawad, Beyrouth, Liban[35]
- 2011, The Garden Show, Beyrouth, Liban[36].